# Scarabaeus anderseni
Scarabaeus anderseni är en skalbaggsart som beskrevs av Waterhouse 1890. Scarabaeus anderseni ingår i släktet Scarabaeus och familjen bladhorningar. Inga underarter finns listade i Catalogue of Life.